# Samir Aït Saïd
Pour les articles homonymes, voir Saïd.
Samir Aït Saïd (en arabe : سمير آيت سعيد) est un gymnaste franco-algérien né le 1er novembre 1989 à Champigny-sur-Marne. Aux anneaux, il est champion d'Europe en 2013 et médaillé de bronze mondial en 2019. Lors des Jeux olympiques de Rio de 2016, il est victime d'une grave blessure au saut de cheval, dont les images font le tour du monde. Il est désigné, en compagnie de la judoka Clarisse Agbegnenou, porte-drapeau de l'équipe de France olympique pour les Jeux de Tokyo 2020. Il est qualifié pour concourir aux Jeux de 2024 à Paris.

## Biographie
Samir Aït Saïd est né dans une famille Algérienne kabyle et a appris la langue kabyle avec sa grand-mère paternelle.
Il commence la gymnastique au RSCC Champigny-sur-Marne. Repéré à l'âge de 11 ans par Philippe Carmona, entraîneur du pôle espoir d'Antibes, il intègre le groupe du sud de la France et s'entraîne avec, notamment, Éric Casimir et Florent Marée. En 2004, il intègre l’équipe de France junior et remporte en 2006 les titres de champion de France junior et de champion d’Europe junior aux anneaux. En 2011, il bénéficie du soutien du « Challenge de la Fondation française des Jeux », un programme d’aide aux sportifs prometteurs.
Une blessure l'empêche de participer aux Jeux olympiques de Londres, où il représentait un espoir de médaille française. Sa blessure, une double fracture ouverte tibia-péroné de la jambe gauche, survient alors qu’il s’était qualifié pour la finale des anneaux. Les images de l’accident, largement relayées dans les médias internationaux, ont marqué les Jeux de Rio.
En 2016, il fait partie de la délégation française aux Jeux olympiques de Rio. Prétendant à une médaille aux anneaux, il se blesse gravement en qualification lors de sa réception au saut de cheval. Il souffre d'une double fracture tibia-péroné gauche, ce qui ne lui permet pas de participer à la finale des anneaux, pour laquelle il avait précédemment réussi à se qualifier.
Il revient à la compétition en septembre 2017 lors des Internationaux de France, où il remporte la médaille d'argent aux anneaux, se qualifiant également pour les championnats du monde de Montréal. En octobre, à Montréal, il se classe 4e des qualifications aux anneaux, puis obtient le même classement en finale, ratant la médaille de bronze pour seulement 8 millièmes de point derrière le Chinois Liu Yang.
Aux championnats du monde 2019 à Stuttgart, il se qualifie pour la sixième finale de sa carrière à ce niveau aux anneaux puis il remporte la médaille de bronze, sa première aux mondiaux et premier podium mondial français depuis 5 ans. Ce podium constitue également la première médaille française aux championnats du monde de gymnastique depuis 2014. Il valide par la même occasion sa qualification pour les Jeux olympiques de 2020.
Depuis 2021, il est membre de l'équipe de France Douane. Le 5 juillet 2021, il est nommé porte-drapeau de la délégation française aux Jeux olympiques d'été de 2020 conjointement avec Clarisse Agbegnenou.

## Palmarès

### Jeux olympiques
- Rio 2016 — 6e des qualifications aux anneaux (forfait pour la finale)
- Tokyo 2020 — 4e aux anneaux
- Paris 2024 — 4e aux anneaux

### Championnats du monde
- Londres 2009 — 7e aux anneaux
- Anvers 2013 — 6e aux anneaux
- Nanning 2014 — 5e aux anneaux
- Glasgow 2015 — 4e aux anneaux
- Montréal 2017 — 4e aux anneaux
- Stuttgart 2019 —  aux anneaux

### Championnats d'Europe
- Birmingham 2010 —  aux anneaux ;  au concours général par équipes
- Berlin 2011 —  au saut de cheval
- Montpellier 2012 — 8e par équipes
- Moscou 2013 —  aux anneaux
- Sofia 2014 —  aux anneaux ; 5e par équipes
- Montpellier 2015 —  aux anneaux
- Berne 2016 — 6e aux anneaux ; 6e par équipes
- Szczecin 2019 — 6e aux anneaux

### Autres compétitions internationales
- Internationaux de France 2010 —  aux anneaux
- Turnier Der Meister 2010 —  aux anneaux
- Challenge Cup Ljubljana 2015 —  aux anneaux
- Coupe du monde Anadia 2016 —  aux anneaux
- Test Events Rio 2016 —  aux anneaux ; 4e par équipes
- Internationaux de France 2017 —  aux anneaux
- Internationaux de France 2018 —  aux anneaux
- Jeux Méditerranéens 2018 —  aux anneaux
- World Challenge Cup Koper 2018 —  aux anneaux
- Internationaux de France 2022 —  aux anneaux
- Internationaux de France 2023 —  aux anneaux

### Engagement politique
Durant l'entre-deux-tours de l'élection présidentielle française de 2022, il appelle à voter pour Emmanuel Macron, le 24 avril 2022.